# Chloe Chambers
Chloe Chambers (Cantão, 14 de junho de 2004) é uma automobilista estadunidense. Atualmente, ela compete na F1 Academy pela Campos Racing, representando a Red Bull, e anteriormente pela Haas.

## Biografia
Chloe Chambers nasceu em 14 de junho de 2004, na província de Cantão, China. mas foi adotada pelos seus pais, o anglo-estadunidense Matthew, de Essex e a nova-iorquina Shannon Chambers, de Monroe, aos 11 meses de idade. Seus irmãos também são adotados. Sua irmã mais nova, Emma, também é chinesa, e seu irmão mais novo, Oliver, é etíope. Ela é embaixadora da organização sem fins lucrativos Gift of Adoption Fund.

## Carreira

### Cartismo
Chambers experimentou o kart pela primeira vez aos sete anos. Um ano depois, começou a correr no Oakland Valley Race Park, em Nova Iorque, vencendo o Campeonato Infantil de Kart em seu primeiro ano. Ela praticou kart em nível clube e regional, principalmente no Nordeste dos EUA e Canadá, nas categorias Rotax Micro, Mini e Junior Max. Em 2018 e 2019, competiu em eventos selecionados de nível nacional nas categorias X30 e KA100 Junior. Ela terminou em terceiro lugar no SKUSA SuperNationals XXIII de 2019 na categoria X30.

### Fórmulas inferiores
Em 2021, Chambers competiu em uma temporada parcial do Campeonato dos Estados Unidos de Fórmula 4 pela Future Star Racing. Ela marcou apenas um ponto durante toda a temporada, ficando em décimo lugar em Mid-Ohio, terminando a temporada em 26º lugar.

### Fórmula Regional Oceânica
Em 2023, Chambers competiu no Campeonato Regional de Fórmula Oceania com a Giles Motorsport. Chambers pontuou consistentemente ao longo das quatro primeiras etapas, tendo conquistado o nono lugar quatro vezes como melhor resultado. Na etapa final em Taupo, Chambers garantiu a primeira posição para a segunda corrida e liderou durante toda a prova, tornando-se a primeira mulher a conquistar a primeira posição e vencer na história da categoria. Chambers terminou em nono lugar na classificação geral, com 176 pontos, e foi eleita a Piloto que Mais Evoluiu.

### F1 Academy
Chambers foi confirmada para a temporada de 2024 da F1 Academy, correndo pela Campos Racing e com o apoio da Haas. Ela conquistou seu primeiro pódio da temporada ao terminar em terceiro na primeira volta da segunda etapa em Miami. Chambers terminou em quarto em sua primeira corrida em Jeddah, herdando duas posições na última volta de uma colisão entre Nerea Martí e Lola Lovinfosse. No dia seguinte, Chambers marcou Lovinfosse em uma curva, ganhando uma penalidade que a fez cair da sexta para a décima posição. Em Miami, Chambers conquistou seu primeiro pódio na primeira corrida, tendo passado por Hamda Al Qubaisi na volta onze para ficar em terceiro lugar. Ela reforçou seu desempenho com o quarto lugar no dia seguinte. Melhores desempenhos pessoais de qualificação em Barcelona a alinharam na primeira fila para ambas as corridas. Ela garantiu um terceiro lugar no pódio durante a primeira corrida, tendo perdido uma posição na largada para sua companheira de equipe Martí. Na corrida seguinte, Chambers ultrapassou e venceu sua primeira corrida da série na segunda volta da terceira etapa em Barcelona, ultrapassando a pole de Abbi Pulling na largada e liderando durante toda a corrida, terminando mais de seis segundos à frente de Pulling e também vencendo a volta mais rápida.
Em 2 de outubro de 2024, foi anunciado que Chambers retornaria em 2025 com a Campos Racing, mas se mudaria para o Programa da Academia Red Bull e teria o apoio da Red Bull Ford.

## Registros na carreira

### Sumário da carreira no cartismo
| Temporada | Categoria                                  | Equipe            | Classificação |
| --------- | ------------------------------------------ | ----------------- | ------------- |
| 2014      | Florida Winter Tour - Micro Max            | OVRP              | 24.º          |
| 2016      | Florida Winter Tour - Mini Max             | Ben Cooper Racing | 12.º          |
| 2016      | Canadian National Karting - Mini Max       | Ben Cooper Racing | 5.º           |
| 2017      | Florida Winter Tour - Mini Max             | Ben Cooper Racing | 7.º           |
| 2018      | GoPro Motorplex Championship - IAME Junior | Mike Doty Racing  |               |
| 2018      | Florida Winter Tour - Junior ROK           | Mike Doty Racing  | 5.º           |
| 2019      | SKUSA SuperNationals XXIII - KA100 Jr.     | Mike Doty Racing  |               |
| 2019      | SKUSA SuperNationals XXIII - X30 Junior    | Mike Doty Racing  | 3.º           |
| 2019      | Biloxi ROK Fest - Junior ROK               | Mike Doty Racing  |               |
| 2019      | ROK the Rio - Junior ROK                   | Mike Doty Racing  | 21.º          |
| 2019      | Florida Winter Tour - Junior ROK           | Mike Doty Racing  | 8.º           |
| 2019      | SKUSA Pro Tour - KA100 Junior              | Mike Doty Racing  | 17.º          |

### Sumário da carreira automobilística
| Temporada | Categoria                                              | Equipe                                      | Corrida | Vitórias | Poles | V.M.R. | Pódios | Pontos | Classificação |
| --------- | ------------------------------------------------------ | ------------------------------------------- | ------- | -------- | ----- | ------ | ------ | ------ | ------------- |
| 2021      | Campeonato de Fórmula 4 dos Estados Unidos             | Future Star Racing                          | 15      | 0        | 0     | 0      | 0      | 1      | 26.º          |
| 2021      | YACademy Winter Series                                 | Future Star Racing                          | 6       | 0        | 0     | 0      | 0      | 16     | 10.º          |
| 2021      | Eastern Pro 4 Challenge                                | N/A                                         | 2       | 0        | 0     | 0      | 1      | 71     | 8.º           |
| 2022      | W Series                                               | Jenner Racing                               | 7       | 0        | 0     | 0      | 0      | 1      | 16.º          |
| 2023      | Campeonato Regional de Fórmula da Oceania              | Giles Motorsport                            | 15      | 1        | 0     | 1      | 1      | 176    | 9.º           |
| 2023      | Porsche Sprint Challenge North America - Cayman Pro/Am | TPC Racing                                  | 12      | 7        | 7     | 5      | 8      | 576    | 6.º           |
| 2024      | F1 Academy                                             | Campos Racing                               | 14      | 1        | 0     | 2      | 4      | 122    | 6.º           |
| 2024      | Porsche Sprint Challenge North America - Cayman Pro/Am | TPC Racing                                  | 4       | 2        | 2     | 0      | 3      | 217    | 10.º          |
| 2024      | IMSA Ford Mustang Challenge                            | Amerasian Fragrance Competition Motorsports | 2       | 0        | 0     | 0      | 0      | 740    | 24.º          |
| 2024      | IMSA Ford Mustang Challenge                            | Spark Performance                           | 2       | 0        | 0     | 0      | 0      | 740    | 24.º          |
| 2025      | Formula Winter Series                                  | Campos Racing                               | 6       | 0        | 0     | 0      | 0      | 0      | 31.º          |
| 2025      | F1 Academy                                             | Campos Racing                               | 4       | 0        | 1     | 2      | 3      | 45*    | 3.º*          |

### Resultados na Formula 4 dos Estados Unidos
(legenda) (Corridas em negrito indicam pole position; corridas em itálico indicam volta mais rápida)
| Ano  | Equipe             | 1        | 2         | 3        | 4        | 5         | 6        | 7        | 8        | 9        | 10      | 11        | 12       | 13       | 14       | 15       | 16    | 17    | Pontos | Class. |
| ---- | ------------------ | -------- | --------- | -------- | -------- | --------- | -------- | -------- | -------- | -------- | ------- | --------- | -------- | -------- | -------- | -------- | ----- | ----- | ------ | ------ |
| 2021 | Future Star Racing | ATL 1 17 | ATL 2 Ret | ATL 3 11 | ROA 1 15 | ROA 2 Ret | ROA 3 11 | MOH 1 10 | MOH 2 22 | MOH 3 26 | BRA 1 7 | BRA 2 Ret | BRA 3 20 | VIR 1 17 | VIR 2 16 | VIR 3 18 | COA 1 | COA 2 | 1      | 26º    |

### Resultados na W Series
(legenda) (Corridas em negrito indicam pole position; corridas em itálico indicam volta mais rápida)
| Ano  | Equipe        | 1       | 2       | 3       | 4      | 5       | 6      | 7      | Pontos | Class. |
| ---- | ------------- | ------- | ------- | ------- | ------ | ------- | ------ | ------ | ------ | ------ |
| 2022 | Jenner Racing | MIA1 14 | MIA2 10 | CAT 18† | SIL 13 | LEC Ret | HUN 11 | SIN 11 | 1      | 16º    |

### Resultados na Formula Regional Oceania
(legenda) (Corridas em negrito indicam pole position; corridas em itálico indicam volta mais rápida)
| Ano  | Equipe           | 1       | 2       | 3       | 4        | 5       | 6       | 7       | 8        | 9       | 10       | 11       | 12       | 13      | 14      | 15      | Pontos | Class. |
| ---- | ---------------- | ------- | ------- | ------- | -------- | ------- | ------- | ------- | -------- | ------- | -------- | -------- | -------- | ------- | ------- | ------- | ------ | ------ |
| 2023 | Giles Motorsport | HIG 1 9 | HIG 2 7 | HIG 3 5 | TER 1 10 | TER 2 9 | TER 3 8 | MAN 1 9 | MAN 2 14 | MAN 3 9 | HMP 1 16 | HMP 2 14 | HMP 3 17 | TAU 1 8 | TAU 2 1 | TAU 3 8 | 176    | 9º     |

### Resultados no Grande Prêmio da Nova Zelândia
| Ano  | Equipe           | Carro                 | Classificação | Corrida principal |
| ---- | ---------------- | --------------------- | ------------- | ----------------- |
| 2023 | Giles Motorsport | Tatuus FT-60 - Toyota | 16º           | 17º               |

### Resultados na F1 Academy
(legenda) (Corridas em negrito indicam pole position; corridas em itálico indicam volta mais rápida)
| Ano  | Equipe        | 1       | 2        | 3       | 4       | 5       | 6       | 7       | 8        | 9       | 10      | 11       | 12      | 13       | 14    | 15       | Pontos | Class. |
| ---- | ------------- | ------- | -------- | ------- | ------- | ------- | ------- | ------- | -------- | ------- | ------- | -------- | ------- | -------- | ----- | -------- | ------ | ------ |
| 2024 | Campos Racing | JED 1 4 | JED 2 10 | MIA 1 3 | MIA 2 4 | CAT 1 3 | CAT 2 1 | ZAN 1 6 | ZAN 2 12 | SIN 1 5 | SIN 2 8 | LSL 1 11 | LSL 2 C | ABU 1 11 | ABU 2 | ABU 3 16 | 122    | 6º     |
| 2025 | Campos Racing | XAN 1 2 | XAN 2 3  | JED 1 7 | JED 2   | MIA 1 3 | MIA 2 C | CAN 1 7 | CAN 2 10 | CAN 3 1 | ZAN 1   | ZAN 2    | SIN 1   | SIN 2    | LVG 1 | LVG 2    | 89*    | 2º*    |

* Temporada ainda em andamento.

### Resultados na Formula Winter Series
(legenda) (Corridas em negrito indicam pole position; corridas em itálico indicam volta mais rápida)
| Ano  | Equipe        | 1     | 2     | 3     | 4        | 5        | 6        | 7        | 8        | 9        | 10    | 11    | 12    | Pontos | Class. |
| ---- | ------------- | ----- | ----- | ----- | -------- | -------- | -------- | -------- | -------- | -------- | ----- | ----- | ----- | ------ | ------ |
| 2025 | Campos Racing | POR 1 | POR 2 | POR 3 | CRT 1 21 | CRT 2 17 | CRT 3 13 | ARA 1 22 | ARA 2 26 | ARA 3 20 | CAT 1 | CAT 2 | CAT 3 | 0      | 31º    |

## Vida pessoal
Chambers detém o Recorde Mundial do Guinness para o Slalom Veicular Mais Rápido. Ela estabeleceu o recorde em 21 de agosto de 2020, pilotando um Porsche 718 Spyder 2020 e percorrendo 50 cones em 47,45 segundos. Em agosto de 2024, Chambers assinou contrato com a A14 Management, empresa de gestão do campeão mundial de Fórmula 1 Fernando Alonso.